# Finance-contrôle-stratégie
Pour les articles homonymes, voir FCS.
Finance-contrôle-stratégie (ou FCS) est une revue scientifique française dont les articles publiés visent à expliquer et à comprendre le fonctionnement et les décisions des organisations, dans les domaines de la finance, du contrôle et de la stratégie d'entreprise.

## Présentation
Fondée en 1997 par Michel Gervais (université de Rennes 1) et Gérard Charreaux (université de Bourgogne), la revue FCS s'adresse aussi bien aux enseignants-chercheurs qu'aux professionnels.
Éditée trimestriellement, la revue est publiée grâce au soutien de plusieurs organismes : 
- Délégation générale à la langue française et aux langues de France
- Centre national du livre
- Association francophone de comptabilité
- Fondation nationale pour l'enseignement de la gestion des entreprises
- Universités de : Bordeaux IV, Bourgogne, Caen, Paris-Dauphine, UPEC, Rennes 1

FCS est classée par le CNRS dans les publications recensées par la section 37 « économie et gestion », ainsi que par la Fnege et l'AÉRES.